# If There Be Thorns
If There Be Thorns è un romanzo scritto da V. C. Andrews e pubblicato nel 1981. È il terzo romanzo della Serie Dollanganger. La storia è ambientatata nell'anno 1982. 
Dal romanzo è stato tratto un film trasmesso da Lifetime il 5 aprile 2015.

## Trama
Il libro è narrato da due fratellastri, Jory e Bart Sheffield. Jory è un ragazzo di quattordici anni bello e talentuoso che vuole seguire sua madre Cathy nella sua carriera nel balletto, mentre Bart di nove anni, che si considera semplice e goffo, si sente inferiore a suo fratello. Bart trascorre il suo tempo nel suo mondo di finzione, spesso coprendo le cose cattive che fa con le fantasie che crea. Ha anche un'analgesia congenita e di conseguenza non può sentire dolore, mettendolo a serio rischio di lesioni o morte per infezione.
Ormai Cathy e Chris vivono insieme come marito e moglie. Per nascondere la loro storia, dicono ai ragazzi e alle altre persone che Chris era il fratello minore di Paul Sheffield. Cathy e Chris hanno una relazione appassionata e molto amorevole, descritta da Bart che ha assistito accidentalmente ai loro rapporti. Cathy è una madre amorevole per i suoi figli, ma mostra dei favoritismi nei confronti di Jory. Impossibilitata ad avere altri figli, Cathy adotta Cindy, la figlia di due anni di uno dei suoi ex studenti di danza che è rimasto ucciso in un incidente. Inizialmente contrario, Chris alla fine accetta l'arrivo di Cindy in famiglia e lo stesso lo fa Jory mentre Bart è arrabbiato e risentito della cosa. Poco considerato dalla madre e da Chris, Bart stringe amicizia con l'anziana nuova vicina di casa, che lo invita a casa sua per mangiare biscotti e gelato e lo incoraggia a chiamarla "nonna". Jory, curioso di vedere a chi Bart fa continuamente visita, si recaa casa delle vecchia signora, la quale gli rivela di essere in realtà sua nonna. Jory inizialmente non le crede e la evita a tutti i costi. Bart, invece, sviluppa sempre più un'affettuosa amicizia con la vecchia, e lei fa del suo meglio per dare a Bart tutto ciò che vuole mentre fa promettere a Bart di mantenere i suoi doni - e la loro relazione - segreti a sua madre.
Anche il maggiordomo della vecchia signora, John Amos, sembra fare amicizia con Bart, ma presto l'uomo inizia a riempire la mente di Bart con storie sulla natura peccaminosa delle donne. John Amos rivela che la vecchia signora è veramente la nonna di Bart, Corrine Foxworth Dollanganger e dà a Bart anche un diario che apparteneva al suo bisnonno biologico, Malcolm Foxworth, sostenendo che questo diario lo aiuterà a diventare un uomo potente e di successo come lo era Malcolm. Bart inizia a fingere di essere il suo bisnonno, che odiava le donne ed era ossessionato dal loro degrado. Diventa distruttivo e violento nei confronti dei suoi genitori e dei fratelli; nel privato prende a calci Jory e cerca persino di annegare Cindy nella sua piscina per bambini. Il cane di Jory, Clover, scompare ed in seguito viene trovato morto con un pezzo di filo spinato attorcigliato intorno al collo. Chris e Cathy notano il cambiamento di carattere di Bart, ma solo Jory sospetta che la misteriosa donna della porta accanto sia la responsabile di questo. Allo stesso tempo, Jory inizia a sospettare della relazione dei suoi genitori. Sebbene stupito dal loro amore, che descrive come intenso e affettuoso, egli nota la loro somiglianza familiare e si chiede perché sua madre avrebbe sposato Paul, che era molto più grande di lei, prima di sposarsi con Chris.
Dopo che Bart si ammala di tetano (il risultato dell'essersi ferito al ginocchio con un chiodo arrugginito) e quasi muore, Jory finalmente dice a Chris dei suoi sospetti sulla donna della porta accanto. Quando la affrontano, Chris si rende conto che la vecchia signora è sua madre, la quale lo supplica di perdonarla. Indifferente alle sue suppliche, Chris le ordina di stare lontano dalla loro famiglia e specialmente da Bart, ma decide di non dire niente a Cathy su quello che è successo, sapendo che i sentimenti di Cathy per la loro madre potrebbero sfociare in uno scontro violento. Allo stesso tempo, Cathy resta vittima di un incidente e le viene comunicato che non potrà ballare mai più. Confinata sulla sua sedia a rotelle, inizia a scrivere la storia della sua vita. Bart ruba le pagine del manoscritto di sua madre ed è infuriato nello scoprire la verità sui suoi genitori: Cathy e Chris sono fratello e sorella, e sua nonna li ha rinchiusi in soffitta per anni avvelenandoli lentamente per ottenere l'eredità del padre. La notizia fa sì che Bart si aggrappi all'unica persona che non gli ha mai mentito: John Amos. Con orgoglio chiama i suoi genitori peccatori e "progenie del diavolo". Jory scopre la verità quando sua nonna paterna fa visita e affronta Cathy sulla sua relazione con "suo fratello Christopher". All'inizio scioccato e disgustato, Jory perdona i suoi genitori dopo aver appreso del loro tragico passato.
Cathy viene finalmente a sapere della donna della porta accanto quando Bart gli dice per sbaglio che lei gli dà tutto ciò che vuole, e lei va a confrontarsi con il loro vicino. La vecchia cerca di nascondere la sua identità, ma Cathy riconosce la sua voce. Corrine ammette di essere davvero la madre di Cathy; esprime rimorso per i crimini commessi contro i suoi figli de implora il perdono e l'amore della figlia. Infuriata dall'audacia di sua madre nel chiedere perdono dopo tutto quello che ha fatto, Cathy la attacca, ma poi John Amos stordisce entrambe le donne. Lavorando su ordine di John Amos, Bart, che ora crede di essere un tramite per lo spirito vendicativo del suo bisnonno, chiude Cathy e Corrine in cantina, dove John Amos ha intenzione di farle morire di fame. Sentendo questo, Bart si rende conto di amare sua madre e sua nonna nonostante i loro peccati e dice a Chris dove si trovano. Prima che possano raggiungerle, la casa prende fuoco. Bart riesce ad aprire la porta della cantina ma Corrine ordina a Bart di tornare fuori. Corrine salva Cathy, ma appena esce dalla casa, i suoi vestiti prendono fuoco. Chris corre da lei e l'aiuta a spegnere le fiamme, ma il cuore di Corrine si ferma e lei muore. John Amos muore nell'incendio della casa, abbandonato al suo orribile destino.
L'epilogo, narrato ancora una volta da Cathy, descrive il perdono emotivo di Cathy nei confronti di sua madre al funerale di Corrine. Per il bene dei loro tre figli, Cathy e Chris si rendono conto che non devono mai permettere che la loro relazione biologica venga rivelata. Bart sembra essersi ripreso dal peggio della sua follia, ma si sofferma ancora sul potere esercitato dal suo bisnonno, di cui ora erediterà i milioni.

## Adattamento
If There Be Thorns è stata adattato in un film da Lifetime e trasmesso il 5 aprile 2015. Il sequel, Seeds of Yesterday, venne anch'esso adattato in un film televisivo e trasmesso in quello stesso anno come parte di uno speciale evento di due notti che concludeva la serie.